# Only When I Laugh (film)
Only When I Laugh is een Amerikaanse dramafilm uit 1981 onder regie van Glenn Jordan. De film is gebaseerd op het toneelstuk The Gingerbread Lady van Neil Simon; Simon nam voor de film de productieleiding op zich. De hoofdrollen worden vervuld door Marsha Mason, Kristy McNichol, James Coco en Joan Hackett, die allen werden genomineerd voor verschillende filmprijzen voor hun acteerspel. Coco werd ironisch genoeg zowel genomineerd voor een Oscar als een Razzie.

## Verhaal
De befaamde Broadwayactrice Georgia Hines wordt na twaalf weken ontslagen uit een rehabilitatiecentrum en heeft zodoende haar strijd met alcoholisme overwonnen. Ze wordt opgevangen door mede-actrice en goede vriendin Toby Landau, die altijd is gehuld in de laatste mode, en haar homoseksuele vriend Jimmy Perrino, die hoopt op zijn grote doorbraak en kampt met overgewicht. Georgia probeert haar normale leven weer op te pakken, maar wordt onder druk gezet als haar tienerdochter Polly aankondigt om bij haar te willen intrekken voor een jaar. Georgia weet niet of ze er klaar voor is om de moederrol te vervullen, maar stemt toe.
Voor een korte periode loopt alles op rolletjes. Polly steunt Georgia in haar dagelijkse routine en houdt haar mond gesloten als Georgia haar vraagt of ze het haar ooit kwalijk heeft genomen dat ze er niet voor haar kon zijn. Georgia wordt ondertussen verward door een belletje van haar ex-man David Lowe, een toneelschrijver die Georgia de hoofdrol aanbiedt als alcoholistische huisvrouw in zijn nieuwe toneelstuk 'Only When I Laugh'. Hoewel Georgia argwaan heeft bij het opnieuw samenwerken met haar ex-man, en zo snel weer aan het werk te gaan, neemt ze de rol uit liefde voor het script. Georgia begint met de voorbereidingen en wordt al gauw onder druk gezet om te presteren.
Het duurt niet lang voordat Georgia de stress niet meer aankan. Ze valt terug in haar drinkgedrag, en wordt hierin betrapt door haar vrienden en dochter. Polly, die op dat moment haar date Adam Kasabian mee heeft genomen, schaamt zich voor haar dronken moeder en gaat de confrontatie aan. Ze verwijt haar moeder dat ze er nooit voor haar is geweest en vertelt haar dat ze het zat is om voor haar te zorgen. Aangedaan verlaat Georgia het huis, met als excuus om sigaretten te halen, en duikt de bar in. Daar wordt ze opgepikt door een man, die haar niet met rust wil laten en uiteindelijk in elkaar slaat. Haar vrienden en Polly zijn ondertussen zeer bezorgd over haar en ook Polly grijpt uiteindelijk naar de fles. Ze braakt echter voordat het uit de hand loopt.
Uiteindelijk keert een mishandelde Georgia terug naar huis, waar Polly haar aantreft. Ze vertelt haar moeder nogmaals dat ze sterker moet zijn, en dat ze niet naar alcohol moet keren om haar gevoelens te verdoven. Georgia betuigt haar spijt en wil het goedmaken, maar Polly wenst terug te keren naar haar vader. Ze stelt Georgia een ultimatum: ze moet de volgende dag meegaan naar haar lunch met haar vader, om aan te tonen dat ze capabel is als moeder. Georgia maakt zich echter druk om haar blauwe oog en vermoedt dat ze niet in staat is om Polly's vader hiervan te overtuigen. Met verdriet pakt Polly haar koffers en vertrekt. Georgia volgt haar niet veel later, en besluit om alsnog naar de lunch te gaan.

## Rolverdeling
| Acteur          | Personage     |
| --------------- | ------------- |
| Marsha Mason    | Georgia Hines |
| Kristy McNichol | Polly Hines   |
| James Coco      | Jimmy Perrino |
| Joan Hackett    | Toby Landau   |
| David Dukes     | David Lowe    |
| Mark Schubb     | Adam Kasabian |
| Kevin Bacon     | Don           |

## Prijzen en nominaties
| Jaar | Prijs                   | Categorie                          | Genomineerde(n)                   | Uitslag     |
| ---- | ----------------------- | ---------------------------------- | --------------------------------- | ----------- |
| 1982 | Academy Awards          | Beste Actrice                      | Marsha Mason                      | Genomineerd |
| 1982 | Academy Awards          | Beste Mannelijke Bijrol            | James Coco                        | Genomineerd |
| 1982 | Academy Awards          | Beste Vrouwelijke Bijrol]          | Joan Hackett                      | Genomineerd |
| 1982 | Golden Globes           | Beste Vrouwelijke Bijrol           | Joan Hackett                      | Gewonnen    |
| 1982 | Golden Globes           | Beste Vrouwelijke Bijrol           | Kristy McNichol                   | Genomineerd |
| 1982 | Golden Globes           | Beste Mannelijke Bijrol            | James Coco                        | Genomineerd |
| 1982 | Young Artist Awards     | Beste Jonge Filmactrice            | Kristy McNichol                   | Gewonnen    |
| 1982 | Young Artist Awards     | Beste Film (Familie-entertainment) | Only When I Laugh                 | Genomineerd |
| 1982 | Golden Raspberry Awards | Slechtste Mannelijke Bijrol        | James Coco                        | Genomineerd |
| 1982 | Golden Raspberry Awards | Slechtste Lied                     | Only When I Laugh van David Shire | Genomineerd |